# Жнятино
Жнятино — село в Україні, у Закарпатській області, Мукачівському районі.
Вважається що назва походить від слов'янського слова — вугілля.

## Герб
У срібному щиті на зеленому пагорбі зелене дерево з чорним стовбуром, перед яким срібний вовк.

## Історія
Вперше згадується в 1248 році як Snethe. На гербі села зображений вовк, який стоїть біля дерева.
У 1556 році пережило татарський набіг.
Під час Повстання Ракоці 1703—1711 років 25 чоловік з Жнятиного брали участь в загонах куруців. У 1704 році спалене австрійцями.
В кінці ХІХ століття в околицях Жнятиного, у дубовому лісі, знаходилася курганна група.
В 1867 році на території села знайдено срібну монету імператора Антонія Пія.
Село оточене болотами з усіх боків. На це вказують такі географічні назви: Sesztó, Máriástó, Tövismocsár, Beregtó, Kigató.
Церква Покрови пр. богородиці. 1912.
У 1692 р. Жнятино було філією Ґоронди. У 1704 р. видно було залишки церкви, спаленої німецькими солдатами в попередні буремні роки, але незабаром вірники її відбудували.
Давню дерев'яну церкву згадують у 1775 р. У 1881 р. йдеться про дерев'яну церкву з високим шпилем над баштою, яка, очевидно, стояла в селі аж до спорудження типової мурованої церкви базилічного типу.
У церкві збереглася мармурова табличка з датою 1901, яка є, можливо, роком початку будівництва, що відбувалося за сільського голови Михайла Дідинського. Окремих селян громада вибрала для роботи в пані на прізвисько Чеханя, а зароблені гроші йшли на церкву. Суттєвою була і допомога земляків з Америки. За спогадами куратора Василя Баша, малювання в церкві виконав художник Карло Ортман у 1921 р.
Зберігся текст, який свідчить про перемалювання інтер'єру в 1975 р. Петром та Іваном Соколовичами.
У 1996 р. стінопис та ікони перемалювала художниця з Ґоронди Тетяна Олесин. Тоді ж провели загальний ремонт церкви, а Михайло Соколович відремонтував і пофарбував барокове завершення храму.
У кінці 1940-х років місцеві священики Федір Дурневич та Іван Кешеля були заслані на каторгу й обоє померли в радянських концтаборах.

## Населення
Згідно з переписом УРСР 1989 року чисельність наявного населення села становила 2218 осіб, з яких 1077 чоловіків та 1141 жінка.
За переписом населення України 2001 року в селі мешкало 2227 осіб.

### Мова
Розподіл населення за рідною мовою за даними перепису 2001 року:
| Мова       | Відсоток |
| ---------- | -------- |
| угорська   | 63,40 %  |
| українська | 36,16 %  |
| російська  | 0,36 %   |

## Сучасність
Голова сільської ради: Іван Іванович Орос
Вулиці: вул. Шевченка, вул. Петефі, вул. Нова, вул. Лісна, вул. Миру, вул. В. Дудинського, вул. Молодіжна, вул. Садова (кол. Калініна), вул. Закарпатська (кол. Карла Маркса).
З вересня 2003 року щороку відзначаються Дні села.

## Пам'ятки
- Церква Покрови Пресвятої Богородиці[8]
- Реформатська церква
- Пам'ятник воїнам, загиблим у Другій світовій війні
- Пам'ятник жертвам сталінського режиму
- річка-канал Серне

## Культура
- сільський клуб
- ЗОШ І-ІІ ст. № 1 з українською мовою навчання
- ЗОШ І-ІІ ст. № 2 з угорською мовою навчання. Перша історична згадка у 1795 році, до 1944 року була школою реформатської церкви. З 1948 року стала державною школою.
- дитячий садок

## Туристичні місця
- В кінці ХІХ століття в околицях село, у дубовому лісі, знаходилася курганна група.
- В 1867 році на території села знайдено срібну монету імператора Антонія Пія.
- храм Покрови пр. богородиці. 1912.
- Реформатський храм
- Пам'ятник воїнам, загиблим у Другій світовій війні
- Пам'ятник жертвам сталінського режиму
- річка-канал Серне